# Filkesjön
Filkesjön er en mindre sø beliggende i mellem Skåne og Blekinge med et areal på 1,59 km². I søens østre del har Immeln sit udløb gennem en å ved navn Edre ström.
Filkesjön ligger 75,3 moh. og den største ø er Trollön. I begyndelsen af 1930'erne havde forbryderne "Bildsköne Bengtsson" og "Tatuerade Johansson" et skjulested i en hytte ved søstranden. Hyttens plads blev undersøgt i SVT-programmet "Utgrävarna" (Udgraverne)